# Académie des sciences, des arts, des cultures d'Afrique et des diasporas africaines
L'Académie des sciences, des arts, des cultures d'Afrique et des diasporas africaines (ASCAD), créée le 1er septembre 2003 à Abidjan, est une institution culturelle ivoirienne ayant pour objectif de contribuer au développement et à l'influence des sciences, des arts, de la culture africaine et de celle de la diaspora africaine. Elle vise également la croissance économique et le progrès social. Parmi ses membres, figurent des scientifiques, des philosophes, des écrivains, des artistes, des inventeurs.

## Historique
L'ASCAD a été créée à la suite de la Fédération des associations scientifiques de la Côte d'Ivoire, qui, depuis 1992, était le membre national du Conseil international pour la science (ICSU). En 2013, l'ASCAD a été élue à l'Union académique internationale.
Le siège provisoire de l'Académie des sciences, des arts, des cultures d'Afrique et des diasporas africaines est à Abidjan, dans le quartier du Plateau.

## Structuration
L’Académie est divisée en plusieurs domaines, dotés chacun d’un ou d'une secrétaire : sciences exactes, sciences naturelles, sciences sociales, sciences juridiques et art. Elle est, sur le plan administratif, rattachée à la Présidence ivoirienne.

## Présidents successifs
- Harris Memel-Fotê, du 19 août 2004 au 11 mai 2008[6] ;
- Barthélémy Kotchy, ancien vice-président[7], président du 11 décembre 2008 à juin 2015 [8] ;
- Aïdara Daouda, de juin 2015 à juin 2018 ;
- Antoine Hauhouot Asseypo, depuis juin 2018.

## Membres
- Professeur Achy Séka Antoine ;
- Professeur Aïdara Daouda ;
- Professeur Ake Séverin ;
- Professeur Aouti Akossi Salomon ;
- Professeur Biémi Jean ;
- Monsieur Binlin Bernard Dadié ;
- Maître Bitty Kouyaté ;
- Bishop Boni Benjamin ;
- Professeure Boni Tanella ;
- Imam Cissé Djiguiba ;
- Docteur Emmanuel Couacy-Hymann ;
- Monseigneur Dacoury-Tabley Paul ;
- Monsieur Dagri Paul ;
- Monsieur Desquith Étienne ;
- Professeur Diopoh Koré Jacques ;
- Monsieur Edi René ;
- Professeur Éholié Hubertine Rose ;
- Professeur Essane Séraphin ;
- Professeur Fadiga Kanvaly ;
- Professeur Foua-Bi Kouahou ;
- Professeur Gadegbeku Anani Samuel ;
- Madame Werewere-Liking ;
- Madame Simone Guirandou-N’diaye ;
- Professeur Hauhouot Asseypo Antoine ;
- Professeur  Houphouët-Boigny Denise ;
- Monsieur Houra Kadio James ;
- Professeur Kipré Aimé Rémy ;
- Monsieur Guillaume Koffi ;
- Professeur Komenan Aka Landry ;
- Professeur Charles Nokan ;
- Professeur Yacouba Konaté ;
- Professeur Kotchy N’guessan Barthélémy ;
- Professeur Koua Konin ;
- Professeur Kouadio N’guessan Jérémie ;
- Professeur François N'Guessan Kouakou ;
- Professeur Kouassi Goffri Marie Chantal ;
- Professeur Lohoues Oble Jacqueline ;
- Professeur Malan Kla Anglade ;
- Professeur N’guessan Yao Thomas ;
- Professeur Gilbert Marie N'gbo Aké ;
- Professeur Ouraga Obou ;
- Professeur Pene Bi Guimé Crépin ;
- Professeur Séry Bailly Zacharie[9].

## Prix et bourses de l'ASCAD

### Prix de la recherche
Depuis 2011, l'ASCAD propose chaque année un concours dont le vainqueur reçoit le « Prix d'excellence ASCAD pour la recherche » assorti d'une somme d'argent,.

### Bourses de recherche
En 2013, la première édition des bourses de recherche de l'ASCAD a vu le jour. Ces bourses sont destinées à des chercheurs dont les activités scientifiques, culturelles ou artistiques sont d'un intérêt stratégique national.